# Daldo Marte
 (juin 2025).
La mise en forme du texte ne suit pas les recommandations de Wikipédia : il faut le « wikifier ».
Les points d'amélioration suivants sont les cas les plus fréquents. Le détail des points à revoir est peut-être précisé sur la page de discussion.
- Les titres sont pré-formatés par le logiciel. Ils ne sont ni en capitales, ni en gras.
- Le texte ne doit pas être écrit en capitales (les noms de famille non plus), ni en gras, ni en italique, ni en « petit »…
- Le gras n'est utilisé que pour surligner le titre de l'article dans l'introduction, une seule fois.
- L'italique est rarement utilisé : mots en langue étrangère, titres d'œuvres, noms de bateaux, etc.
- Les citations ne sont pas en italique mais en corps de texte normal. Elles sont entourées par des guillemets français : « et ».
- Les listes à puces sont à éviter, des paragraphes rédigés étant largement préférés. Les tableaux sont à réserver à la présentation de données structurées (résultats, etc.).
- Les appels de note de bas de page (petits chiffres en exposant, introduits par l'outil «  Source ») sont à placer entre la fin de phrase et le point final[comme ça].
- Les liens internes (vers d'autres articles de Wikipédia) sont à choisir avec parcimonie. Créez des liens vers des articles approfondissant le sujet. Les termes génériques sans rapport avec le sujet sont à éviter, ainsi que les répétitions de liens vers un même terme.
- Les liens externes sont à placer uniquement dans une section « Liens externes », à la fin de l'article. Ces liens sont à choisir avec parcimonie suivant les règles définies. Si un lien sert de source à l'article, son insertion dans le texte est à faire par les notes de bas de page.
- La présentation des références doit suivre les conventions bibliographiques. Il est recommandé d'utiliser les modèles {{Ouvrage}}, {{Chapitre}}, {{Article}}, {{Lien web}} et/ou {{Bibliographie}}. Le mode d'édition visuel peut mettre en forme automatiquement les références.
- Insérer une infobox (cadre d'informations à droite) n'est pas obligatoire pour parachever la mise en page.

Pour une aide détaillée, merci de consulter Aide:Wikification.
Si vous pensez que ces points ont été résolus, vous pouvez retirer ce bandeau et améliorer la mise en forme d'un autre article.
Pour les articles homonymes, voir Marte.
Daldo Marte Limonta (né en 1982 à La Havane, Cuba) est un artiste plasticien autodidacte cubain. Actif sur la scène urbaine havanaise depuis le début des années 2010, il est notamment connu pour ses performances dans l’espace public où il incarne des figures de superhéros. Son travail, souvent associé à l’art brut, mêle sculpture, costume, installation et performance, à partir de matériaux de récupération.

## Biographie
Dès l’enfance, Daldo Marte développe, selon une méthode empirique, un système d’assemblage pour fabriquer ses propres jouets. Cette exploration plastique s’accompagne d’un besoin de narration et d’identification : il passe du dessin à la fabrication d’objets, jusqu’à incarner lui-même les personnages qu’il imagine, en se promenant dans les rues de son quartier tel un graffiti animé.
En 2015, il est invité à participer à une exposition collective dans le cadre de la XIIe édition de la Biennale de La Havane suite  a une rencontre dans l'espace publique avec l’artiste cubain Kcho. C’est la première fois que ses figures, faites en caoutchouc recyclé, sont montrées au public en tant qu’œuvres artistiques.
Cet événement marque le début de collaborations et d’expositions dans plusieurs villes, dont Paris, New York, Miami, Bruxelles, Amsterdam et Lausanne,,,. Parallèlement, ses œuvres intègrent des collections privées et muséales,,.
L'année 2016, un court-métrage intitulé Daldo Marte : l’Anartiste, tourné entre Paris et La Havane, lui est consacré, avec la participation de Christian Berst,. La même année, un costume de Daldo exposé lors de l’exposition Multitudes à l’American Folk Art Museum entre dans la collection permanente de cette institution.
En 2022, la première monographie Daldo Marte, Artiste ou Super-héros ? est publiée. Elle est accompagnée d’un reportage vidéo tourné à Paris lors de sa première visite en 2019.
Le projet réunit notamment les contributions de Nicolas Laugero Lasserre, Philippe Cohen Solal, Maurice Renoma ainsi que Robert Vallois.
En 2023 Rosmy Porter organise plusieurs projets d’exposition, dont la première personnelle de Daldo à Paris en collaboration avec Robert Vallois.
En 2024, il est invité à présenter une double exposition personnelle à la mairie du 16e arrondissement de Paris. Un article lui est consacré dans la revue Artension. Une image de Daldo en costume est utilisée pour illustrer la couverture de l’exposition collective Art Brut Cuba au Musée de la Collection de l’Art Brut de Lausanne. À l'occasion de cette exposition, une seconde monographie, Daldo World – Marte Work, est publiée avec une préface de la directrice Sarah Lombardi, et un texte critique de Jorge Fernández, directeur du Musée national des Beaux-Arts (Cuba).
Le 5 juin 2025 une nouvelle exposition personnelle est organisée par la Galerie Vallois, sous le commissariat de Laura Araño, conservatrice en chef du Musée national des Beaux-Arts (Cuba). En 2025 également, Daldo Marte entre dans la Collection du Centre Pompidou avec trois de ses œuvres, fait partie des artistes exposés dans l'exhibition : « Art Brut, dans l'intimité d'une collection. Donation Bruno Decharme » et réalise une performance intitulée « De la rue au musée » lors du vernissage des expositions organisées pour la deuxième phase de la réouverture du Grand Palais le 19 juin,,,.

## Démarche artistique
Daldo Marte développe une pratique artistique intuitive, en dehors des circuits académiques, généralement rattachée au champ de l’art brut. Son travail repose sur la transformation de matériaux de rebut — caoutchouc, plastique, objets de consommation — en costumes, sculptures ou assemblages. Il incarne des personnages inspirés de l’univers des super-héros, investissant les rues comme un lieu d’action artistique.
A propos de sa demarche dans l'article intitulé ¨Daldo Marte, le chevalier errant de la Havane », publié dans le n° 185 de la revue Artension, Jorge Fernández, directeur du Musée national des Beaux-Arts (Cuba)  a écrit : ¨Les  armures  et  les  costumes  qu’il  conçoit  ont  une  allure  particulière, ils  préservent  la  centralité  que  le
Néoplasticisme et le Suprématisme ont apporté à l’Histoire de l’Art. Les objets à travers son corps acquièrent
une  autonomie qui  leur  sont  propres. Les  références  initiales  de  ces  pièces  sont  dénuées  de  toute  anecdote
pour saisir la pureté qui se dégage de la sensibilité de cet artiste,.

## Expositions individuelles
- 2025 : « Crux Collector Daldo Marte », Galerie Vallois, Paris, France[24]
- 2024 : « Just Me », Mairie du 16e arrondissement de Paris, Paris, France[15]
- 2023 : « Daldo Marte, Artist or Superhero? », Galerie Vallois, Paris, France[13],[14]

## Expositions collectives
- 2025 : « Art Brut. Dans l’intimité d’une collection », Grand Palais en partenariat avec le Centre Pompidou, Paris, France[25],[26]

- 2024 : « Art Brut Cuba », Museum Collection de l’art brut, Lausanne, Suisse[7]
- 2024 : « Black & White, Traits cubains », Galerie Vallois, Paris, France[27]
- 2024 : « Black & White, Trazos cubanos », Galería Arte San Ramón, Santo Domingo, République dominicaine[28]
- 2022 : « Multitudes » (60th Anniversary), American Folk Art Museum, New York, États-Unis[23]
- 2020 : « Le cœur au ventre », L'Art et marges musée, Bruxelles, Belgique[6]
- 2019 : Foire d'art moderne et contemporain Art Paris, Grand Palais, Paris, France
- 2018 : « +53 Cuba sí! », Galerie Vallois, Paris, France[29]
- 2017 : « In and Out of Africa », Oliva Creative Factory, São João da Madeira, Portugal[30]
- 2016 : « Fuerza Cubana : Misleidys Castillo Pedroso & Daldo Marte », Galerie Christian Berst, Paris, France[31]
- 2016 : « Delirius: Galveston – Madrid – Havana », Miami Hispanic Cultural Arts Center, Miami, États-Unis
- 2015 : Biennale de la Havane, Museo Orgánico de Romerillo, La Havane, Cuba

## Collections
- American Folk Art Museum, New York, États-Unis[8]
- Museum van de Geest (Museum of the Mind), Amsterdam, Pays-Bas[9]
- Centre national d’art et de culture Georges-Pompidou, Paris, France
- Collection ABCD : Bruno Decharme, Paris, France
- Collection Treger/Saint Silvestre, São João da Madeira, Portugal[10]
- Collection Antoine de Galbert, Paris, France
- Museo Orgánico de Romerillo, La Havane, Cuba
- Collection Vallois, Paris, France
- Collection Maurice Renoma
- Collection Marion et Ludovic Oster. Payer, Bruxelles, Belgique